# Pudermantel

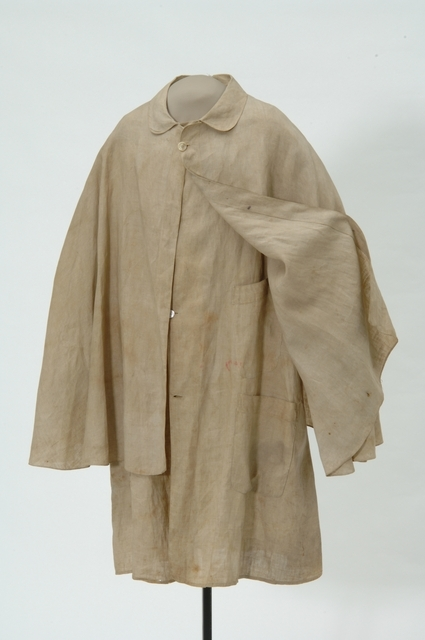
Pudermantel do jazdy konnej (1876)

Pudermantel (niem. Pudermantel) – letni płaszcz damski i męski noszony w podróży i chroniący przed kurzem.
Wierzchnie okrycie tego rodzaju było rozpowszechnione w XIX wieku, używane do podróży odkrytymi powozami (zwłaszcza w terenie, po wiejskich drogach gruntowych), a także do jazdy konnej. Utrzymane w jasnym kolorze, najczęściej szyte z grubego płótna lub z czesuczy, charakteryzowało się luźnym krojem i szczególną długością, umożliwiającą okrycie nóg. Na przełomie XIX/XX wieku stało się niezbędną częścią stroju ówczesnego automobilisty, jakiego dopełnieniem był kaszkiet (cyklistówka) albo tzw. pilotka.
Pudermantlem nazywano również stosowany w XVII-XVIII wieku podwłośnik – rodzaj pelerynki (peniuaru) chroniącej ubiór podczas czesania lub pudrowania włosów i peruki.